# John Snetzler
John Snetzler était un facteur d'orgue originaire de Suisse qui travailla essentiellement en Angleterre.
Né à Schaffhouse en 1710 et mort le 28 septembre 1785 dans la même ville, il avait fait son apprentissage dans la firme d'Egedacher à Passau.

## Liste de ses réalisations
- St. Leonard's Church, Swithland, Leicestershire, 1756
- St.Saviour's Chapel, cathédrale de Norwich, Norfolk 1745[1]
- St.Andrew's Qualified Chapel, Carrubbers' Close, Edinburgh 1747, à présent Concert Hall de l'université de Glasgow[2]
- Fulneck Moravian Settlement, Pudsey (en) Église moravienne 1748
- St Margaret's Church (en) 1754
- St Paul's Church, Sheffield (en) 1755
- Holy Trinity Church, Hull (en) 1756 & 1758 [3]
- Duke of Bedford's musical gallery[4] 1756, maintenant St Mary the Virgin, Hillington, Norfolk[5]
- Palais de Buckingham 1760, maintenant Eton College Chapel (en) [6]
- Palais de Buckingham 1760, maintenant Chapelle Royale, palais St. James [7]
- Unitarian Church, Hastings, 1760 (Restauré en 2010 par Matthew Copley)  BA
- The New Room, Bristol (en) 1761 (Installé vers 1930, provenance inconnue)
- Concert Hall (Boston, Massachusetts) (en), 1763–1774
- St Laurence Church, Ludlow (en), Shropshire, 1764 [8]
- Halifax Minster (en) 1766
- Peterhouse (Cambridge) 1765
- St. Michaels Episcopal, Charleston SC USA 1768 (Case only; new organ 1994 by Kenneth Jones of Bray, Ireland)
- Beverley Minster 1769
- St Malachy's Parish Church, Hillsborough, Co. Down 1772-3
- Orgue de l'hôtel particulier londonien de Sir Watkin Williams-Wynn, dans St James's Square en 1774 ; aujourd'hui exposé au Musée national de Cardiff.
- St. Mary's Church, Nottingham (en) 1777
- All Saints Church, Rotherham (en) 1777
- Église paroissiale de St Anne à Belfast 1781
- St Mary and All Saints Church, Sculthorpe (Norfolk)

- Congregational Church of South Dennis, Massachusetts, U.S.A., construit en 1762, installé en 1854
- Chapel of St John, Edinburgh, orgue acquis originellement par Lodge Canongate Kilwinning No2, est représenté dans l'image de Burns fait poète lauréat de la loge, toujours très utilisé et actionné à la main (source Lodge Historical records).

## Sources
- National Pipe Organ Register (NPOR) au British Institute of Organ Studies (en)
- The Organ, William Leslie Sumner